# 윤대원
윤대원(1945년 6월 23일 ~ 2024년 6월 25일)는 대한민국의 교육인이다.

## 학력
- 용산중학교 (졸업)
- 용산고등학교 (졸업)
- 고려대학교 공과대학 (화학공학 / 중퇴)
- 가톨릭대학교 의과대학 (의학 / 학사)
- 가톨릭대학교 대학원 (의학 / 석사)[
- 가톨릭대학교 대학원 (의학 / 박사)

## 경력
- 제2대 학교법인 일송학원 이사장
- 의료법인 성심의료재단 이사장
- 한림대학교 의무부총장 겸 의료원장
- 한림대학교 한강성심병원 병원장
- 한림대학교 의과대학 외과학교실 교수
- 한림대학교 강남성심병원 부원장, 외과 과장
- 컬럼비아 대학교 Surgical Fellowship
- 중앙대학교 의과대학 외과 전임강사
- 한림대학교 한강성심병원 외과 부과장
- 성심자선병원 부원장

## 생애
윤대원 이사장은 용산중과 용산고를 졸업하면서 농사를 짓거나 배를 타는 것이 꿈이었으나 고모가 찾아와 진로를 설득해 의사의 길을 걷게 되었다. 가톨릭대학교 의과대학에 편입해 의학도가 된 윤 이사장은 국내 최초 신장이식 수술에 성공한 이용각 교수 등으로부터 지도를 받았다. 전공의 수련 중에는 백령도를 비롯해 오지에서 진료 활동을 하다 한강성심병원 외과에 처음으로 부임했다. 외과 의사로서 윤 이사장은 1987년 5월 국내 최초로 췌장 이식 수술에 성공하는 등 성과를 냈다.
윤 이사장은 평소부터 보건 의료와 종합복지를 결합하는 사업에 관심이 많았다. 1982년에는 신림종합복지관 뒷산에 양살구 500그루를 심어 가난한 청소년들의 장학기금으로 활용하자는 아이디어를 내기도 했다. 1989년 11월 고 윤덕선 박사의 뒤를 이어 일송학원의 제2대 이사장으로 취임하게된 윤 이사장은 1996년 10월 남태평양 피지로 해외 의료봉사단을 파견하고 1999년 3월 한림대학교 성심병원을 개원, 2000년 10월에는 영등포노인종합복지관을 개관하는 등 지속적인 활동을 이어갔다.
윤 이사장은 평소 '정직'을 중요하게 여겼다. 일송학원 등 관계자들에 따르면 윤 이사장은 평소 "스스로에게 엄격하게 대하고 정직해지면 오히려 자유인이 되고, 결국 정직은 행복을 불러온다."고 주변인들에게 조언했다고 한다. 또 "검소하게 사는 게 편하다."고 강조하기도 했다. 또한 "의료 지원 활동은 물질로 생각하면 못한다. 돈이 손실된다고 생각해 본 적이 한 번도 없었다. 소외된 사람들과 함께 가지 않으면 안 된다는 생각뿐이다. 서로 돕고 살아야 하며, 훨씬 좋은 세상을 위해 같이 가는 것이라고 생각한다"며 의료봉사에 대한 소신을 밝혀 왔다.
2020년에는 스웨덴 웁살라 대학교가 주관하는 '린네 메달(Linnaeus Medal)' 시상식에서 금메달 수상자로 선정되어 수상했다.

### 사망
2024년 6월 25일 오후 4시 20분 경기도 안양시 한림대학교 성심병원에서 향년 79세로 별세했다. 빈소는 한림대학교 성심병원 장례식장에 마련되었고, 사망 다음 날인 26일 국가 교육 발전에 기여한 공로를 인정받아 국민훈장 무궁화장이 추서되었다. 장례가 끝난 후 경기도 남양주시 금곡동 선영에 안장되었다.